# Medicopter 117 - Hvert liv tæller
Medicopter 117 - Hvert liv tæller (tysk: Medicopter 117 – Jedes Leben Zählt) er en tysk-østrigsk actionserie om to redningshold. Serien består af en pilotfilm samt 81 afsnit og blev sendt på RTL og ORF1 fra 1998 til 2002.
I actionserien "Medicopter 117" er besætningsmedlemmerne på en redningshelikopter altid på farten, når det kommer til at hjælpe mennesker og redde mennesker i nød. Missionerne kan være meget dramatiske, men ekspertisen og en masse energi hjælper altid besætningen med at finde en løsning.
| Fjernsyn | Spire Denne artikel om et tv-program er en spire som bør udbygges. Du er velkommen til at hjælpe Wikipedia ved at udvide den. |